# Liste des prix de Rome en peinture
Cette page recense les lauréats du prix de Rome en peinture, récompense inaugurée en 1663, et de façon officielle en 1667, par l'Académie royale de peinture et de sculpture à Paris, et supprimée par une réforme, après 1968.
Cette série de récompenses comprend plusieurs niveaux : un grand prix, et un second prix. Certaines années, aucun prix n'est attribué (indécision du jury, problèmes administratifs, circonstances politiques, etc.), d'autre fois, plusieurs premiers et seconds prix peuvent être décernés (ex æquo) : un « Premier grand prix » et un « Second grand prix », un « Premier second grand prix » et un « Deuxième second grand prix ». Chaque année, un sujet est arrêté par le jury, et les dix candidats finalistes (les « logistes ») doivent réaliser un tableau sur une toile aux dimensions standardisées (environ 115 × 145 cm à partir du XIXe siècle).
Une sous-catégorie de genre a été introduite en 1816, le concours de « paysage historique » (scène de genre inspirée de l'Antiquité), qui ne se déroulait que tous les quatre ans ; il fut supprimé en 1863.
En principe, le ou les lauréats pouvaient effectuer un séjour  à l'Académie de France à Rome, qui s'installa à partir de 1803 à la villa Médicis.

## XVIIesiècle
| | Premier prix | Deuxième prix                                                                                           | Autres concurrents                 |
| 1663 Réduction de la ville de Dunkerque | Jean-Baptiste Corneille | Jacques Antoine Friquet de Vauroze                                                                      | Roger Liénard                      |
| 1664 La Conquête de la Toison d'Or | Pierre Monier Paris, École nationale supérieure des beaux-arts                                                                        | Jean-Baptiste Corneille                                                                                 |                                    |
| 1665 La Renommée annonçant aux quatre parties du monde les merveilles du règne de Louis XIV                                                                          | François Bonnemer Versailles, musée national du château                                                                               | Nicolas Rabon fils (dessin et peinture)                                                                 |                                    |
| 1666 | Pas de prix : l'Académie de France à Rome inaugurée le 11 février                                                                     | Pas de prix                                                                                             | Pas de prix                        |
| 1667 Rachat par le roi de tous les esclaves chrétiens de toute nation fait sur les côtes d'Afrique                                                                   | Nicolas Rabon, seul concourant détruit au musée de Saint-Lô en 1944                                                                   | |                                    |
| 1668 Première conquête de la Franche-Comté | François Verdier (dessin) | Jean Jouvenet                                                                                           |                                    |
| 1669 Saint Jean Baptiste | Bon Boullogne | |                                    |
| 1670 | Le prix dure deux ans d'exécution et a lieu en 1671                                                                                   | |                                    |
| 1671 Le roi donnant la paix à l'Europe | François Verdier (dessin) | Louis Dorigny                                                                                           | Alexandre Ubelesqui                |
| 1672 Divertissements donnés au roi par la ville de Dunkerque | Alexandre Ubelesqui | Louis Dorigny                                                                                           | Jean Tortebat                      |
| 1673 Le Passage du Rhin | Louis de Boullogne le jeune | Jacques Jouvenet                                                                                        | Pierre Toutain                     |
| 1674 La Création d'Adam et Eve | Jacques Montgobert | Pierre Toutain                                                                                          |                                    |
| 1675 La Transgression d'Adam et Eve | Claude Guy Hallé tableau disparu | Gilles Léveiller                                                                                        |                                    |
| 1676 Le Bannissement du Paradis terrestre | Louis Chéron | Antoine Coypel                                                                                          |                                    |
| 1677 | Pas de prix | Pas de prix                                                                                             | Pas de prix                        |
| 1678 La Punition d'Adam et Eve | Louis Chéron | Joseph Vivien                                                                                           |                                    |
| 1679 | sujet donné pour deux ans, jugé en 1680                                                                                               | |                                    |
| 1680 Le Fratricide de Caïn | Charles Desforest | Pierre Canovelle ou Canonville                                                                          |                                    |
| 1681 | Aucun peintre ne se présente au concours                                                                                              | |                                    |
| 1682 Caïn bâtissant la ville d'Hénoch | Hyacinthe Rigaud | Gabriel Duvernay                                                                                        | Jérémie Delutel et Louis La Guerre |
| 1683 L'Invention des tentes par Jubal, ou L'invention des instrument de musique par Jubal, ou L'invention des forges pour toutes sortes d'instruments par Tubal-Caïn | Gabriel Benoist | Michel Tuphaine                                                                                         | Louis La Guerre                    |
| 1684 Énos, fils de Seth, commence à invoquer le nom du Seigneur | Gregor Brandmüller | Jacques Foacier                                                                                         | Franz Ludwig Raufft                |
| 1685 Construction de l'arche de Noé | Nicolas Bertin Lisbonne, Palacio de Ayuda                                                                                             | Annibal Barbier ou Barbiery                                                                             |                                    |
| 1686 Entrée de Noé, de sa famille, et des animaux dans l'arche | Antoine Dieu | Daniel Sarrabat                                                                                         |                                    |
| 1687 Le Déluge | Jean Christophe | Claude Simpol                                                                                           | Daniel Sarrabat                    |
| 1688 Noé sortant de l'arche | Daniel Sarrabat Lyon, musée des Beaux-Arts                                                                                            | Gabriel Silvain ou Sylvani                                                                              |                                    |
| 1689 L'Ivresse de Noé | Pierre-Jean-Baptiste de Lignières | |                                    |
| 1690 La construction de la tour de Babel | Charles Gussin ou Cussin Chaumont, musée municipal                                                                                    | Claude Verdot                                                                                           |                                    |
| 1691 Abraham quittant Haran pour la terre promise | Nicolas Sébert | Jacques Fouquet                                                                                         |                                    |
| 1692 Le Reniement d'Agar | Benoît Le Coffre | Noël Neveu                                                                                              | Jacques Fouquet                    |
| 1693 Rebecca choisie pour être l'épouse d'Isaac | Henri de Favannes Nancy, musée des Beaux-Arts                                                                                         | Noël Neveu                                                                                              |                                    |
| 1694 Loth et ses filles sortant de Sodome | Noël Neveu | Nicolas Vleughels                                                                                       |                                    |
| 1695 | Louis Galloche Les Frères de Joseph rapportant à leur père Jacob la robe de son fils Paris, École nationale supérieure des beaux-arts | François Houasse Jacob fait des reproches à Laban de ce qu'il l'a trompé en substituant Léa à Rachel    |                                    |
| 1696 | Pierre Dulin Pharaon donne son anneau royal à Joseph après l'explication des songes                                                   | Michel de Cornical Joseph explique les songes de Pharaon                                                |                                    |
| 1697 Les Frères de Joseph retenus à la cour de Pharaon | Pierre Dulin | Michel de Cornical                                                                                      |                                    |
| 1698 La Coupe de Joseph trouvée dans le sac de Benjamin | Nicolas de Poilly le jeune Dublin, National Gallery of Ireland                                                                        | Pierre-Jacques Cazes                                                                                    |                                    |
| 1699 La Vision de Jacob en Égypte en allant trouver son fils Joseph                                                                                                  | Pierre-Jacques Cazes Paris, École nationale supérieure des beaux-arts                                                                 | Alexis Simon Belle                                                                                      |                                    |
| 1700 | Alexis Simon Belle Joseph se fait connaitre à ses frères Marseille, musée des Beaux-Arts                                              | Jacques Courtin Entrevue de Jacob et de son fils Joseph Libourne, musée des Beaux-Arts et d'Archéologie |                                    |

## XVIIIesiècle
| | Premier prix | Deuxième prix | Autres concurrents |
| 1701 Moïse exposé sur les eaux | Nicolas Hordubois | Jacques Courtin | |
| 1702 Moïse au buisson ardent | Duflos ou Duflocq | | |
| 1703 Moïse défendant les filles de Jethro | Antoine Pesne | Mathurin-Louis Genest | |
| 1704 David tue Goliath d'un coup de fronde | Jean Raoux | | |
| 1705 Judith amenée par des soldats dans la tente d'Holopherne | Auger Lucas | Michel Souville | |
| 1706 | Pas de prix | Pas de prix | Pas de prix |
| 1707 | Pas de prix | Pas de prix | Pas de prix |
| 1708 | Pas de prix | Pas de prix | Pas de prix |
| 1709 | Antoine Grison Le Retour de David à Jérusalem après la défaite de Goliath | Antoine Watteau David accorde le pardon à Abigaïl et lui apporte des vivres                                                 | Hutin Charles Parrocel Vernansal |
| 1710 | Jacques Giral Évasion de Jacob et de ses femmes de la maison de son beau-père Laban Collection particulière | Adenet Abraham adore dieu en la personne de trois anges qui lui renouvellent la promesse de la naissance de son fils Isaac  | |
| 1711 | François Lemoyne Ruth glane dans les champs de Booz collection particulière (esquisse à Lille, palais des Beaux-Arts)                                                                                                 | Adenet Œuvres de piété de Tobie                                                                                             | |
| 1712 | Venard Abigaïl s'humilie devant David et obtient la grâce de Nabal son époux | Delaistre | |
| 1713 | Lanteny Retour du Jeune Tobie accompagné d'un Ange | Pierre Lebouteux | |
| 1714 | Pas de prix | Pas de prix | Pas de prix |
| 1715 | Joseph Wamps Reconnaissance du peuple envers Judith | Hyacinthe Collin de Vermont                                                                                                 | |
| 1716 | Pas de prix | Pas de prix | Pas de prix |
| 1717 | Charles Lamy Nabusardan, général des armées de Nabuchodonosor, délivre sur ordre du roi le prophète Jérémie localisation inconnue                                                                                     | Nicolas Delobel Anne présente Samuel au temple et au prophète Elie localisation inconnue                                    | |
| 1718 | | | |
| 1719 | | | |
| 1720 | | | |
| 1721 Manué fait un sacrifice au Seigneur pour obtenir un fils et Gédéon offre un sacrifice à Dieu                                                                 | Charles-Joseph Natoire Manué fait un sacrifice au Seigneur pour obtenir un fils Paris, École nationale supérieure des beaux-arts                                                                                      | Jean-Michel de Lamotte ou La Mothe Gédéon offre un sacrifice à Dieu                                                         | Bonaventure de Bar Charles André van Loo ? Manué fait un sacrifice au Seigneur pour obtenir un fils Paris, École nationale supérieure des beaux-arts, esquisse à Tours, musée des Beaux-Arts |
| 1722 | | | |
| 1723 Evilmérodach, fils et successeur de Nabuchodonosor, délivre Joachim des chaînes dans lesquelles son père le retenait depuis longtemps                        | François Boucher non localisé | Pierre-Antoine Quillard | |
| 1724 Jacob purifie sa maison avant de partir pour Bethel | Charles André van Loo Collection particulière | Pierre-Antoine Quillard | |
| 1725 Moïse enfant fait tomber la couronne de Pharaon | Louis-Michel van Loo | Michel-François Dandré-Bardon                                                                                               | |
| 1726 | Allais | Pierre Charles Trémolières                                                                                                  | |
| 1727 Le Serpent d'airain | Pierre Subleyras Nîmes, musée des Beaux-Arts | Louis-Gabriel Blanchet | |
| 1728 Ézéchias extirpe l'idolâtrie de son royaume et rétablit le culte du vrai Dieu                                                                                | Jean-Charles Frontier non localisé | Boin | |
| 1729 Joab, roi d'Israël, fait lapider le prophète Zacharie dans le parvis du temple                                                                               | Philothée-François Duflos | Antoine Boizot | |
| 1730 Giézi, serviteur du prophète Elisée, obtient par surprise les présents que le prophète avait refusés                                                         | Antoine Boizot | Reyschoot | |
| 1731 Ozias, voulant offrir de l'encens sur l'autel des parfums malgré les remontrances du grand prêtre Ozarias, est frappé de lèpre et obligé de sortir du temple | Lemesle | Parrocel | |
| 1732 Le Grand prêtre Achimeleeh remet a David l'épée de Goliath                                                                                                   | | Parrocel | |
| 1733 | | | |
| 1734 Dalila coupe les cheveux de Samson | Jean-Baptiste Marie Pierre non localisé | Noël Hallé non localisé | |
| 1735 Rebecca reçoit d'Éliézer les présents que lui envoie Abraham                                                                                                 | | Charles-François Hutin | |
| 1736 Le Passage de la mer Rouge | Noël Hallé non localisé | | |
| 1737 Samson surpris chez Dalila par les Philistins | Eustache Fournier | Charles Amédée Philippe van Loo                                                                                             | |
| 1738 La Pythonisse évoque l'ombre de Samuel | Charles Amédée Philippe van Loo | Charles-Michel-Ange Challe                                                                                                  | |
| 1739 Ezechias fait abattre le serpent d'airain ou La Mort d'Athalie ou Jézabel mangé par ses chiens                                                               | Louis-Joseph Le Lorrain Strasbourg, musée des Beaux-Arts | Blaise Nicolas Le Sueur non localisé                                                                                        | |
| 1740 Triomphe de David après la défaite de Goliath | | Charles-Michel-Ange Challe                                                                                                  | |
| 1741 La Guérison de Tobie | Charles-Michel-Ange Challe | Louis-Simon Tiersonnier | |
| 1742 | Pas de prix | Pas de prix | Pas de prix |
| 1743 David se résigne à la volonté du Seigneur, qui a frappé son royaume de la peste                                                                              | Joseph-Marie Vien Paris, École nationale supérieure des beaux-arts | Pierre Jollain | |
| 1744 | Pas de prix | Pas de prix | Pas de prix |
| 1745 Salomon fait transporter l'arche dans le temple | | Blaise Nicolas Le Sueur Caen, musée des Beaux-Arts                                                                          | |
| 1746 | Pas de prix | Pas de prix | Pas de prix |
| 1747 œuvre non localisée | Pierre-Charles Le Mettay (tableau réalisé et jugé en 1748) | Gabriel-François Doyen Perdu                                                                                                | |
| 1748 Tobie faisant ensevelir les morts | Jean-Baptiste Hutin | Charles de La Traverse Saintes, musée municipal La Rue                                                                      | |
| 1749 Résurrection d'un mort placé sur le tombeau d'Élisée | Gabriel Briard Non localisé | Joseph Melling | |
| 1750 Laban donne sa fille à Jacob | Joseph Melling Paris, École nationale supérieure des beaux-arts | Jean-Baptiste Deshays de Colleville                                                                                         | |
| 1751 Job sur le fumier | Jean-Baptiste Deshays de Colleville non localisé | Jean-Faur Courrège | |
| 1752 Jéroboam sacrifiant aux idoles | Jean-Honoré Fragonard Paris, École nationale supérieure des beaux-arts | Gabriel de Saint-Aubin | |
| 1753 Nabuchodonosor fait crever les yeux à Sédécias, roi de Jérusalem, et fait massacrer ses enfants                                                              | Charles Monnet Darmstadt, Hessisches Landesmuseum | Gabriel de Saint-Aubin Paris, musée du Louvre                                                                               | Nicolas Guy Brenet Perronet |
| 1754 Mathathias, père des Machabées | Jean-Pierre Chardin fils | Nicolas-René Jollain | Joseph II Cellony |
| 1755 Samson livré aux Philistins par Dalila et Job raillé par sa femme                                                                                            | Jean-François Amand Samson livré aux Philistins par Dalila Mayence, musée du Land | Joseph II Cellony Samson livré aux Philistins par Dalila Nancy, musée des Beaux-Arts Antoine Renou Job raillé par sa femme  | |
| 1756 Job raillé par sa femme | Hughes Taraval Marseille, musée des Beaux-Arts | Louis Jean-Jacques Durameau                                                                                                 | Joseph II Cellony |
| 1757 Le Prophète Élie ressuscite le fils de la Sunamite | Louis Jean-Jacques Durameau Paris, École nationale supérieure des beaux-arts | Jean-Bernard Restout | |
| 1758 Abraham conduit Isaac pour l'offrir en sacrifice | Jean-Bernard Restout, toile conservée au musée des beaux-arts de Tour | Antoine Renou Lille, palais des Beaux-Arts                                                                                  | Vaxillier Bertrand |
| 1759 Miracle du prophète Elisée en faveur d'une pauvre veuve, dont l'huile se multiplie                                                                           | Étienne de La Vallée-Poussin Paris, musée du Louvre | Nicolas-Bernard Lépicié Cassel, musée d'art et d'Histoire                                                                   | |
| 1760 Le Sacrifice de Manoach | Simon Julien Le Mans, musée de Tessé | Jean-Jacques Lagrenée | |
| 1761 Judith coupe la tête d'Holopherne | Dominique Lefèvre-Desforges Paris, École nationale supérieure des beaux-arts | Jacques-Philippe Caresme | |
| 1762 La Mort de Socrate | Jacques-Philippe-Joseph de Saint-Quentin Paris, École nationale supérieure des beaux-arts | Jean-Baptiste Alizard Paris, École nationale supérieure des beaux-arts                                                      | |
| 1763 Cléobis et Biton conduisent le char de leur mère au temple de Junon                                                                                          | Jean-Baptiste Alizard Paris, École nationale supérieure des beaux-arts | Jean Bardin Cracovie, musée Czartoryski                                                                                     | |
| 1764 Cléobis et Biton conduisent le char de leur mère au temple de Junon                                                                                          | Antoine-François Callet Paris, École nationale supérieure des beaux-arts, esquisse à Douai, musée de la Chartreuse | Jean Simon Berthélemy Collection particulière                                                                               | Jacques Gamelin Carcassonne, musée des Beaux-Arts François-Guillaume Ménageot |
| 1765 Tullie fait passer son char sur le corps de son père | Jean Bardin Mayence, Landesmuseum | François-Guillaume Ménageot Nancy, musée des Beaux-Arts                                                                     | Jean Simon Berthélemy Orléans, musée des Beaux-Arts Philippe-Louis Parizeau Jules-César-Denis van Loo François-André Vincent non localisé                                                    |
| 1766 Thomyris, reine des Massagètes, fait plonger la tête de Cyrus dans un vase plein de sang                                                                     | François-Guillaume Ménageot Paris, École nationale supérieure des Beaux-Arts | François-André Vincent Détruit en 1878, autrefois à Moulins, mairie                                                         | Jean Simon Berthélemy Nîmes, musée des Beaux-Arts Lefebvre Jean-François Godefroy Collection particulière Étienne Aubry                                                                      |
| 1767 Alexandre tranchant le nœud gordien | Jean Simon Berthélemy Paris, École nationale supérieure des beaux-arts | Jean-François Godefroy Paris, École nationale supérieure des beaux-arts                                                     | François-André Vincent non localisé Jean-Joseph Taillasson Joseph Benoît Suvée Collection particulière Le Clerc                                                                              |
| 1768 Germanicus apaise la sédition dans son camp et veut renvoyer son épouse                                                                                      | François-André Vincent Paris, École nationale supérieure des beaux-arts | Joseph Benoît Suvée Perdu                                                                                                   | Jean-François Godefroy Joseph Barthélemy Lebouteux Jean-Joseph Taillasson Étienne Aubry |
| 1769 Achille dépose le cadavre d'Hector aux pieds de celui de Patrocle                                                                                            | Joseph Barthélemy Lebouteux Paris, École nationale supérieure des beaux-arts | Pierre Lacour Paris, École nationale supérieure des beaux-arts                                                              | Jean-Joseph Taillasson Champaign (Illinois), Krannert Art Museum Joseph Benoît Suvée Paris, musée du Louvre Jean-François Godefroy Étienne Aubry                                             |
| 1770 | | | |
| 1771 Le Combat de Minerve contre Mars | Joseph Benoît Suvée Lille, palais des Beaux-Arts | Jacques-Louis David Paris, musée du Louvre                                                                                  | Pierre Peyron Jean-Joseph Taillasson Jules-César-Denis van Loo Anicet Charles Gabriel Lemonnier                                                                                              |
| 1772 Les Enfants de Niobé tués par Apollon et Diane | Pierre-Charles Jombert Paris, École nationale supérieure des beaux-arts Anicet Charles Gabriel Lemonnier Rouen, musée des Beaux-Arts                                                                                  | | Jacques-Louis David Les Enfants de Niobé tués par Apollon et Diane Dallas, Museum of Art Jean-Pierre-Xavier Bidauld M. Langue Jean Bonvoisin Alexandre Moitte                                |
| 1773 La Mort de Sénèque | Pierre Peyron non localisé | | Jacques-Louis David Paris, Petit Palais |
| 1774 Erasistrate découvre la cause de la maladie d’Antiochus | Jacques-Louis David Paris, École nationale supérieure des beaux-arts | Jean Bonvoisin | Jean-Pierre-Xavier Bidauld Jean Bonvoisin Jean-Louis de Marne |
| 1775 Aman confondu par Esther devant Assuérus | Jean Bonvoisin Paris, École nationale supérieure des beaux-arts | Jean-Baptiste Regnault Collection particulière Jean-Charles Nicaise Perrin Paris, École nationale supérieure des beaux-arts | |
| 1776 Alexandre et Diogène | Jean-Baptiste Regnault Paris, École nationale supérieure des beaux-arts | Claude Sévin Toulouse, musée des Augustins                                                                                  | |
| 1777 David Condamne à mort l'Amalécite qui lui apporte le diadème de Saûl                                                                                         | | Charles-Édouard Chaise | |
| 1778 David Condamne à mort l'Amalécite qui lui apporte le diadème de Saûl                                                                                         | Jean-Antoine-Théodore Giroust Paris, École nationale supérieure des beaux-arts | Jean-Pierre Saint-Ours Paris, palais de l'Élysée, dépôt du musée national du château de Versailles                          | |
| 1779 Abigaïl apaise la colère de David en lui apportant des présents                                                                                              | | Carle Vernet Le Mans, musée de Tessé                                                                                        | Jean-Antoine-Théodore Giroust Villefranche-sur-Saône, hôtel de sous-préfecture |
| 1780 L'Enlèvement des sabines | Jean-Pierre Saint-Ours Détruit à Pointe-à-Pitre en 1928. | Jean-Jacques Boileau | |
| 1781 Le Supplice des Machabées | Jean-Baptiste Vignali Paris, École nationale supérieure des beaux-arts | Victor-Maximilien Potain | |
| 1782 La Parabole de l'Enfant prodigue | Carle Vernet Jean-Gustave Taraval Soissons, musée municipal | Augustin-Louis Belle Lille, palais des Beaux-Arts                                                                           | Victor-Maximilien Potain Jacques Réattu |
| 1783 Jésus-Christ ressuscite le fils de la veuve de Naïm | | François-Louis Gounod | Jacques Réattu Jean-Germain Drouais Le Mans, musée de Tessé |
| 1784 La Cananéenne aux pieds de Jésus-Christ | Jean-Germain Drouais Paris, musée du Louvre Louis Gauffier Paris, École nationale supérieure des beaux-arts | Guillaume Guillon Lethière Angers, musée des Beaux-Arts Auguste Louis Jean-Baptiste Rivière                                 | Victor-Maximilien Potain Lyon, musée des Beaux-Arts François-Louis Gounod Détruit Jean-Baptiste Frédéric Desmarais Randan (Puy-de-Dôme), église Saint-Jean-Baptiste Jacques Réattu           |
| 1785 Horace tue sa sœur Camille | Victor-Maximilien Potain Paris, École nationale supérieure des beaux-arts Jean-Baptiste Frédéric Desmarais Paris, École nationale supérieure des beaux-arts                                                           | Jean-Bernard Duvivier Le Mans, musée de Tessé                                                                               | Guillaume Guillon Lethière Providence, Rhode Island School of Design, Museum of Art Jacques Réattu François-Xavier Fabre Collection particulière                                             |
| 1786 Coriolan quitte sa famille pour partir en exil | Pas de lauréat | | Anne-Louis Girodet Washington, The National Gallery of Art Jacques Réattu François-Xavier Fabre Guillaume Guillon Lethière Jean-Baptiste Wicar                                               |
| 1787 Nabuchodonosor fait tuer les enfants de Sédécias en présence de leur père                                                                                    | François-Xavier Fabre Paris, École nationale supérieure des beaux-arts | Étienne-Barthélémy Garnier Le Mans, musée de Tessé                                                                          | Anne-Louis Girodet Le Mans, musée de Tessé Jacques-Augustin-Catherine Pajou Jacques Réattu                                                                                                   |
| 1788 La Mort de Tatius | Étienne-Barthélémy Garnier Paris, École nationale supérieure des beaux-arts | Anne-Louis Girodet Angers, musée des Beaux-Arts                                                                             | Jacques-Augustin-Catherine Pajou Jacques Réattu Arles, musée Réattu Charles Thévenin Montpellier, musée Fabre Charles Meynier Léonor Mérimée                                                 |
| 1789 Joseph reconnu par ses frères | Anne-Louis Girodet Paris, École nationale supérieure des beaux-arts Charles Meynier Paris, École nationale supérieure des beaux-arts                                                                                  | François Gérard Angers, musée des Beaux-Arts Charles Thévenin Angers, musée des Beaux-Arts                                  | Jean-Charles Tardieu Collection particulière Charles-Toussaint Labadye Collection particulière Louis-André-Gabriel Bouchet Orléans, musée des Beaux-Arts                                     |
| 1790 Daniel fait arrêter les vieillards accusateurs de la chaste Suzanne                                                                                          | Jacques Réattu Paris, École nationale supérieure des beaux-arts, en dépôt à Arles, musée Réattu | Jean-Charles Tardieu | Jacques-Augustin-Catherine Pajou Charles Thévenin Louis Thomassin François Gérard Louis-André-Gabriel Bouchet Jean-Joseph Ansiaux                                                            |
| 1791 Régulus retourne à Carthage | Louis Lafitte Paris, École nationale supérieure des beaux-arts Charles Thévenin Paris, École nationale supérieure des beaux-arts                                                                                      | Jean-Baptiste Debret | Jacques-Augustin-Catherine Pajou Nicolas de Courteille Jean-Charles Tardieu Collection particulière Louis-Jean Ramier                                                                        |
| 1792 Éléazar préfère la mort au crime de violer la loi en mangeant des Viandes défendues                                                                          | Charles-Paul Landon Paris, École nationale supérieure des beaux-arts | Jean-Charles-Alexandre Moreau                                                                                               | Antoine-Jean Gros Saint-Lô, musée des Beaux-Arts Nicolas de Courteille Collection particulière Louis Thomassin Jean-Baptiste Debret Jean-Charles Tardieu Fougeat                             |
| 1793 Brutus, mort en combattant, est ramené à Rome | | Fulchran-Jean Harriet | Pierre-Narcisse Guérin Vizille, musée de la Révolution française Jean-Baptiste Debret Charles Toussaint Labadye Denis-Sébastien Leroy Louis-Jean Ramier Louis Thomassin                      |
| 1794 | Pas de prix | Pas de prix | Pas de prix |
| 1795 | Pas de prix | Pas de prix | Pas de prix |
| 1796 | Pas de prix | Pas de prix | Pas de prix |
| 1797 La Mort de Caton d’Utique | Pierre-Narcisse Guérin Paris, École nationale supérieure des beaux-arts Louis-André-Gabriel Bouchet Paris, École nationale supérieure des beaux-arts Pierre Bouillon Paris, École nationale supérieure des beaux-arts | Louis Hersent Mathieu-Ignace Van Brée Tulsa, The Philbrook Museum of Art                                                    | Nicolas de Courteille François Mulard |
| 1798 Le Combat des Horaces et des Curiaces | Fulchran-Jean Harriet Paris, École nationale supérieure des beaux-arts | Denis-Sébastien Leroy | Charles Toussaint Labadye (mort avant d'avoir réalisé son tableau) Bertaux Alexandre-Romain Honnet Nicolas de Courteille                                                                     |
| 1799 Manlius Torquatus condamne son fils à mort | Alphonse Gaudar de La Verdine Paris, École nationale supérieure des beaux-arts Alexandre-Romain Honnet Paris, École nationale supérieure des beaux-arts                                                               | François Mulard Alger, musée national des Beaux-Arts                                                                        | Claude Gautherot Denis-Sébastien Leroy Nicolas de Courteille Henri Buguet Jules Antoine Vauthier                                                                                             |
| 1800 Antiochus renvoie son fils à Scipion | Jean-Pierre Granger Paris, École nationale supérieure des beaux-arts | Jean Auguste Dominique Ingres Détruit en 1871 Joseph-François Ducq                                                          | Guillaume Descamps Georges Devillers Bertaux Denis-Sébastien Leroy Pierre Edme Louis Pellier                                                                                                 |

## XIXesiècle

### Prix de Rome du paysage historique
- 1816 : Achille-Etna Michallon.
- 1825 : La Chasse du sanglier de Calidon, premier grand prix : André Giroux ; second grand prix : Jacques Raymond Brascassat ; deuxième second grand prix : Jean-Baptiste Gibert[3].
- 1829 : La Mort d'Adonis, premier grand prix : Jean-Baptiste Gibert (1803-1889) ; second grand prix : Hugues Fourau, élève du baron Gros ; deuxième second grand prix : Eugène Modeste Édouard Poidevin[4].
- 1833 : Ulysse et Nausicaa, Gabriel Prieur, premier grand prix.
- 1845 : Jean-Achille Benouville, premier grand prix.
- 1849 :  Mort de Milon de Crotone, Charles Joseph Lecointe, premier grand prix.
- 1863 : dernier concours du paysage historique.

### Prix de Rome de peinture
|                                                                                        | Premier prix | Deuxième prix | Autres concurrents |
| 1801 Ambassadeurs envoyés par Agamemnon à Achille pour le prier de combattre           | Jean Auguste Dominique Ingres Paris, École nationale supérieure des beaux-arts | Jules Antoine Vauthier | Charles Brocas Louis Thomassin Gottlieb Schick Collection particulière Pierre Edme Louis Pellier Guillaume Descamps Collection particulière Adolphe Roehn |
| 1802 Éponine et Sabinus devant Vespasien                                               | Alexandre Menjaud Paris, École nationale supérieure des beaux-arts | Guillaume Descamps | Olivier d'Hautpoul Joseph-Denis Odevaere François Mulard Collection particulière Charles-Abraham Chasselat Dupuis Jules Antoine Vauthier |
| 1803 Énée portant son père Anchise                                                     | Merry-Joseph Blondel Paris, École nationale supérieure des beaux-arts | Georges Rouget collection particulière | Dupuis Olivier d'Hautpoul Charles Brocas Collection particulière Henri Grévedon Firmin-Hippolyte Beaunier Pierre Edme Louis Pellier |
| 1804 La Mort de Phocion                                                                | Joseph-Denis Odevaere Paris, École nationale supérieure des beaux-arts | Charles-Abraham Chasselat | Georges Rouget Bourges, musée du Berry Jules Antoine Vauthier Pierre Edme Louis Pellier Félix Boisselier Charles Brocas Milwaukee, Art Museum. |
| 1805 La Mort de Démosthène                                                             | Félix Boisselier Paris, musée du Louvre | Jérôme-Martin Langlois | François-Joseph Heim André-Joseph Bodem Georges Rouget Chicago, Art Institute Charles-Abraham Chasselat Louis-Vincent-Léon Pallière Henri Grévedon Anonyme Nancy, musée des Beaux-Arts |
| 1806 Le Retour de l'enfant prodigue                                                    | Félix Boisselier Paris, École nationale supérieure des beaux-arts | François Joseph Heim | Alexandre-François Caminade (mention) Collection particulière Jérôme-Martin Langlois Guillaume-François Monnais Grégorius Michel Martin Drolling Strasbourg, musée des Beaux-Arts |
| 1807 Thésée vainqueur du Minotaure                                                     | François Joseph Heim Paris, École nationale supérieure des beaux-arts | Alexandre-François Caminade | Alexandre Charles Guillemot (médaille d'encouragement) Jérôme-Martin Langlois Blondel Collection particulière François-Louis Dejuinne collection particulière Franque Henri-Joseph de Forestier |
| 1808 Erasistrate découvre la cause de la maladie d’Antiochus                           | Alexandre Charles Guillemot Paris, École nationale supérieure des beaux-arts | François-Louis Dejuinne Magny-les-Hameaux, musée national de Port-Royal des Champs                                                                          | Louis-Vincent-Léon Pallière Guillaume-François Monnais Michel Martin Drolling Collection particulière Alexandre-François Caminade Jacques-Charles Bordier du Bignon Jean Alaux |
| 1809 Priam redemande à Achille le corps de son fils                                    | Jérôme-Martin Langlois Paris, École nationale supérieure des beaux-arts | Louis-Vincent-Léon Pallière | Michel Martin Drolling Alexandre-François Caminade François-Édouard Picot Guillaume-François Monnais Henri-Joseph de Forestier François-Louis Dejuinne |
| 1810 La Colère d'Achille                                                               | Michel Martin Drolling Paris, École nationale supérieure des beaux-arts | Alexandre-Denis Abel de Pujol Notre Dame (Indiana), Snite Museum of Art                                                                                     | Louis-Vincent-Léon Pallière François-Louis Dejuinne Jean Alaux François-Édouard Picot Auguste Vinchon Tours, musée des Beaux-Arts Henri-Joseph de Forestier |
| 1811 Lycurgue présente aux Lacédémoniens l'héritier du trône                           | Alexandre-Denis Abel de Pujol Paris, École nationale supérieure des beaux-arts | François-Édouard Picot | Jean Alaux Louis-Vincent-Léon Pallière Localisation inconnue Louis-Charles-Auguste Couder Collection particulière Auguste Vinchon Henri-Joseph de Forestier François-Louis Dejuinne Constant-Louis-Félix Smith |
| 1812 Ulysse et Télémaque massacrent les prétendants de Pénélope                        | Louis-Vincent-Léon Pallière Paris, École nationale supérieure des beaux-arts | Henri-Joseph de Forestier Collection particulière | Christophe-Thomas Degeorge Clermont-Ferrand, musée d'art Roger-Quilliot Amable Louis Claude Pagnest Joseph-Ferdinand Lancrenon Collection particulière Louis-Charles-Auguste Couder Jean Alaux Collection particulière François-Édouard Picot Auguste Vinchon Collection particulière Antoine-Jean-Baptiste Thomas                                                             |
| 1813 La Mort de Jacob                                                                  | François-Édouard Picot (prix d'honneur) Rennes, musée des Beaux-Arts Henri-Joseph de Forestier Paris, École nationale supérieure des beaux-arts                                                                      | Antoine-Jean-Baptiste Thomas Auguste Vinchon | Amable Louis Claude Pagnest Joseph-Ferdinand Lancrenon Jean-Bruno Gassies Jean Alaux Jean-Victor Schnetz Flers, musée du château Julien-Michel Gué |
| 1814 Diagoras porté en triomphe par ses fils                                           | Auguste Vinchon Paris, École nationale supérieure des beaux-arts | Jean Alaux Louis-Édouard Rioult | Antoine-Jean-Baptiste Thomas Christophe-Thomas Degeorge Clermont-Ferrand, musée d'art Roger-Quilliot Joseph Albrier Jean-Victor Schnetz Charles-Achille d'Hardiviller Joseph-Ferdinand Lancrenon Jean-Bruno Gassies Une version anonyme est en collection particulière |
| 1815 Briséis rendue à Achille trouve dans sa tente le corps de Patrocle                | Jean Alaux Paris, École nationale supérieure des beaux-arts | Léon Cogniet Orléans, musée des Beaux-Arts | Julien-Michel Gué Bordeaux, musée des Beaux-Arts Christophe-Thomas Degeorge Clermont-Ferrand, musée d'art Roger-Quilliot Antoine-Jean-Baptiste Thomas Collection particulière Louis-Édouard Rioult Joseph Albrier Jean-Étienne-Franklin Dubois |
| 1816 Œnone refuse de secourir Pâris au siège de Troie                                  | Antoine-Jean-Baptiste Thomas Paris, École nationale supérieure des beaux-arts | Joseph-Ferdinand Lancrenon Localisation inconnue Jean-Victor Schnetz Saint-Aignan-sur-Cher, mairie                                                          | Léon Cogniet Fécamp, musée des Pêcheries Franquelin Christophe-Thomas Degeorge Clermont-Ferrand, musée d'art Roger-Quilliot Jean-Bruno Gassies François Dubois Julien-Michel Gué Louis-Édouard Rioult |
| 1817 Hélène délivrée par Castor et Pollux                                              | Léon Cogniet Paris, École nationale supérieure des beaux-arts | François Dubois | Joseph-Ferdinand Lancrenon Raymond Quinsac Monvoisin Jean-Bruno Gassies collection particulière Armand-Frédéric-Ernest Drouillère Nicolas-Auguste Hesse Henri Serrur Lille, palais des Beaux-Arts Paul Delaroche Louis-Édouard Rioult |
| 1818 Philémon et Baucis reçoivent Jupiter et Mercure                                   | Nicolas-Auguste Hesse Paris, École nationale supérieure des beaux-arts | Amable-Paul Coutan Bourges, musée du Berry | Joseph-Ferdinand Lancrenon Collection particulière Jean-Joseph Dassy Raymond Quinsac Monvoisin François Dubois Jean-Antoine Wéber Paul Delaroche Michel Marigny Charles-Émile Callande de Champmartin |
| 1819 Thémistocle se réfugie chez Admète, roi des Molosses                              | François Dubois Paris, École nationale supérieure des beaux-arts | Charles-Philippe Larivière Collection particulière | Amable-Paul Coutan Bourges, musée du Berry Joseph-Désiré Court Sébastien Norblin Charles-Émile Callande de Champmartin Jean-Joseph Dassy Raymond Quinsac Monvoisin Michel Marigny Jean-Antoine Wéber Antoine-Julien Potier |
| 1820 Achille donne à Nestor le prix de la sagesse aux Jeux olympiques                  | Amable-Paul Coutan Paris, École nationale supérieure des beaux-arts | Raymond Quinsac Monvoisin collection particulière | Charles-Philippe Larivière (médaille d'or) Collection particulière Joseph-Désiré Court Rouen, musée des Beaux-Arts Charles-Émile Callande de Champmartin Jean-Joseph Dassy Jean-Étienne-Franklin Dubois Sébastien Norblin Michel Marigny Antoine-Julien Potier |
| 1821 Samson livré aux philistins par Dalila                                            | Joseph-Désiré Court Paris, École nationale supérieure des beaux-arts | Jean-Étienne-Franklin Dubois collection particulière | Antoine-Julien Potier Non localisé (esquisse à Valenciennes, musée des Beaux-Arts) Raymond Quinsac Monvoisin Charles-Philippe Larivière Collection particulière Jean-Joseph Dassy Jean-Guillaume-Elzidor Naigeon Sébastien Norblin Charles-Émile Callande de Champmartin Auguste-Hyacinthe Debay                                                                               |
| 1822 Oreste et Pylade                                                                  | | Auguste-Hyacinthe Debay François Bouchot Chartres, musée des Beaux-Arts                                                                                     | Sébastien Norblin (mention) Éloi Firmin Féron (recommandation) Antoine-Julien Potier Valenciennes, musée des Beaux-Arts Charles-Philippe Larivière Jean-Étienne-Franklin Dubois Jean-Joseph Dassy Collection particulière Jean-Guillaume-Elzidor Naigeon Callet |
| 1823 Égisthe, croyant retrouver le corps d'Oreste mort, découvre celui de Clytemnestre | Auguste-Hyacinthe Debay Paris, École nationale supérieure des beaux-arts François Bouchot Paris, École nationale supérieure des beaux-arts                                                                           | Éloi Firmin Féron Sébastien Norblin collection particulière                                                                                                 | Charles-Philippe Larivière collection particulière Jean-Étienne-Franklin Dubois Collection particulière Nicolas-Eustache Maurin Jean-Guillaume-Elzidor Naigeon Charles-Auguste van den Berghe Collection particulière Jean-Alphonse Roehn collection particulière |
| 1824 La mort d'Alcibiade                                                               | Charles-Philippe Larivière Paris, École nationale supérieure des beaux-arts | Jean-Guillaume-Elzidor Naigeon | Sébastien Norblin Éloi Firmin Féron Jean-Étienne-Franklin Dubois Pierre-Asthasie-Théodore Sentiès Jules-Auguste-Edmond Savouré Alexis Valbrun Louis Boulanger Charles-Auguste van den Berghe Collection particulière (fragment) |
| 1825 Antigone donnant la sépulture à Polynice                                          | Sébastien Norblin Paris, École nationale supérieure des beaux-arts | Jean-Louis Bézard | Jean-Guillaume-Elzidor Naigeon (mention) Pierre-Asthasie-Théodore Sentiès Jean-Étienne-Franklin Dubois François-Xavier Dupré Charles-Auguste van den Berghe Collection particulière Léon-Philippe-Victor Cuny Émile Signol |
| 1826 Pythias et Damon chez Denys le tyran                                              | Éloi Firmin Féron Paris, École nationale supérieure des beaux-arts | François-Xavier Dupré | Jean-Alphonse Roehn collection particulière Émile Signol Jean-Louis Bézard Jean-Guillaume-Elzidor Naigeon Charles-Auguste van den Berghe Paris, École nationale supérieure des beaux-arts Pierre-Asthasie-Théodore Sentiès Henri Frédéric Schopin Paul Jourdy |
| 1827 Coriolan chez Tullus, roi des Volsques                                            | François-Xavier Dupré Paris, École nationale supérieure des beaux-arts | Théophile Vauchelet | Émile Signol Jean-Louis Bézard Hippolyte Dominique Holfeld Léon Boucher Jules-Auguste-Edmond Savouré Paul Jourdy Henri Frédéric Schopin Jean-Gilbert Murat |
| 1828 Ulysse et Néoptolème viennent chercher Philoctète dans l'île de Lemnos            | | Paul Jourdy | Théophile Vauchelet Collection particulière Jean-Louis Bézard Émile Signol Hippolyte Dominique Holfeld Eugène Roger Chambéry, musée des Beaux-Arts Léon Boucher Maximilien-Félix Demesse La Nouvelle Orléans, Museum of Art Charles-Émile Wattier Jules-Auguste-Edmond Savouré Collection particulière                                                                         |
| 1829 Jacob refusant de livrer Benjamin                                                 | Jean-Louis Bézard Paris, École nationale supérieure des beaux-arts Théophile Vauchelet Paris, École nationale supérieure des beaux-arts                                                                              | Émile Signol Eugène Roger Rouen, musée des Beaux-Arts | Henri Frédéric Schopin (mention) Paul-Auguste Blanc Jean-Gilbert Murat Collection particulière Louis Joseph César Ducornet Maximilien-Félix Demesse Collection particulière Louis-Jules Étex |
| 1830 Méléagre reprenant ses armes à la sollicitation de son épouse                     | Émile Signol Paris, École nationale supérieure des beaux-arts | Henri Frédéric Schopin Collection particulière | Paul Jourdy Paris, École nationale supérieure des beaux-arts Louis-Jules Étex Eugène Roger Collection particulière Hippolyte Dominique Holfeld Paul-Auguste Blanc Benjamin-Théophile Charon-Lémérillon Collection particulière Jean-Gilbert Murat Maximilien-Félix Demesse |
| 1831 Le Xanthe poursuivant Achille                                                     | Henri Frédéric Schopin Paris, École nationale supérieure des beaux-arts | Paul-Auguste Blanc | Eugène Roger Paul Jourdy Dijon, Beaux-Arts Hippolyte Dominique Holfeld Louis-Victor Lavoine Denis-Auguste-Marie Raffet Hugues Fourau Collection particulière Auguste Leloir Charles Victor Eugène Lefebvre |
| 1832 Thésée reconnu par son père                                                       | Hippolyte Flandrin Paris, École nationale supérieure des beaux-arts | Antoine-Placide Gibert Bordeaux, musée des Beaux-Arts Hippolyte Dominique Holfeld                                                                           | Hugues Fourau François-Fortuné Férogio Paul-Auguste Blanc Paul Jourdy Dijon, musée des Beaux-Arts Eugène Roger Jean-Baptiste Guignet Louis-Victor Lavoine |
| 1833 Moïse et le serpent d'airain                                                      | Eugène Roger Paris, École nationale supérieure des beaux-arts | Philippe Comairas Louis-Victor Lavoine | Hippolyte Dominique Holfeld Louis-Jean-Baptiste Bourdon André-Guillaume-Étienne Brossard Collection particulière Jean-Baptiste Guignet François-Fortuné Férogio Antoine-Placide Gibert Auguste Leloir |
| 1834 Homère chantant ses poésies dans les villes de la Grèce                           | Paul Jourdy Paris, École nationale supérieure des beaux-arts | | Antoine-Placide Gibert Louis-Victor Lavoine François-Ernest Vacherot Hippolyte Dominique Holfeld Auguste Leloir Thomas Couture André-Guillaume-Étienne Brossard Félix Louis Leullier Frédéric Peyson |
| 1835 Tobie rendant la vue à son père                                                   | | Louis-François Roulin Charles Octave Blanchard | Auguste Leloir (mention) André-Guillaume-Étienne Brossard La Rochelle, musée des Beaux-Arts Jean-Gilbert Murat Jean-Baptiste Guignet Antoine-Placide Gibert Frédéric Peyson Quesnoy-sur-Airaines, église Saint-Michel Félix Louis Leullier Guerie |
| 1836 Le Frappement du rocher par Moïse                                                 | Dominique Papety Paris, École nationale supérieure des beaux-arts Charles Octave Blanchard Paris, École nationale supérieure des beaux-arts                                                                          | Jean-Gilbert Murat Jean-Baptiste Guignet | Louis-François Roulin Guerie André-Guillaume-Étienne Brossard La Rochelle, musée des Beaux-Arts Auguste Leloir François-Ernest Vacherot Louis-Jean-Jules-Henri Varnier |
| 1837 Le Sacrifice de Noé                                                               | Jean-Gilbert Murat Paris, École nationale supérieure des beaux-arts | Thomas Couture Collection particulière Pierre-Nicolas Brisset Jean-Baptiste Guignet                                                                         | Joseph-Urbain Mélin Isidore Pils Charles Depresle François-Ernest Vacherot Louis-Jean-Jules-Henri Varnier Victor-Amand Chambellan |
| 1838 Saint Pierre guérissant un boiteux aux portes du temple                           | Isidore Pils Paris, École nationale supérieure des beaux-arts | Jules-Alexandre Duval Le Camus | Pierre-Nicolas Brisset Thomas Couture Édouard Baille François-Ernest Vacherot Jules-Ambroise-François Naudin Louis Devedeux Jules Richomme François Henri Alexandre Lafond |
| 1839 La Coupe de Joseph trouvée dans le sac de Benjamin                                | Ernest Hébert Paris, École nationale supérieure des beaux-arts, en dépôt à La Tronche, musée Hébert | Prosper-Louis Roux Paris, École nationale supérieure des beaux-arts                                                                                         | Jules-Alexandre Duval Le Camus Collection particulière Pierre-Nicolas Brisset Thomas Couture Joseph-Urbain Mélin Auguste Jean Ferdinand Sutat Auguste Lebouy Doutreleau Dien |
| 1840 Caïus Gracchus, cité devant le sénat, partant pour Rome                           | Pierre-Nicolas Brisset Paris, École nationale supérieure des beaux-arts | Auguste Lebouy | Guérie Prosper-Louis Roux Charles Porion Jules-Alexandre Duval Le Camus Lambert Victor Biennourry Jules Richomme Jules-Ambroise-François Naudin |
| 1841 La Robe de Joseph rapportée à Jacob                                               | Auguste Lebouy Paris, École nationale supérieure des beaux-arts | Charles Jalabert collection particulière Jules-Ambroise-François Naudin New York, Dahesh Museum of Art                                                      | Victor Biennourry Prosper-Louis Roux Jules-Alexandre Duval Le Camus François-Léon Benouville Biron Auguste Jean Ferdinand Sutat Jules Eugène Lenepveu Angers, musée des Beaux-Arts |
| 1842 Samuel sacrant David                                                              | Victor Biennourry Paris, École nationale supérieure des beaux-arts | Louis-Jean-Noël Duveau | Félix-Joseph Barrias (mention) Paris, Petit Palais Charles Jalabert Localisation actuelle inconnue Abel-François Lucas Jules Eugène Lenepveu Angers, musée des Beaux-Arts François-Léon Benouville Columbus, Museum of Art Armand Félix Marie Jobbé-Duval Henri-Augustin Gambard Legrand                                                                                       |
| 1843 Œdipe s'exilant de Thèbes                                                         | Eugène-Jean Damery Paris, École nationale supérieure des beaux-arts | François-Léon Benouville Localisation inconnue Henri-Augustin Gambard Detroit, Institute of Fine Arts                                                       | Louis-Jean-Noël Duveau Paris, École nationale supérieure des beaux-arts Eugène Ernest Hillemacher Orléans, musée des Beaux-Arts Charles Jalabert Marseille, musée des beaux-arts Alfred Dehodencq Henri-Pierre Picou Armand Félix Marie Jobbé-Duval Henri Villaine Collection particulière                                                                                     |
| 1844 Cincinnatus recevant les députés du Sénat                                         | Félix-Joseph Barrias Paris, École nationale supérieure des beaux-arts | Jules Eugène Lenepveu Angers, musée des Beaux-Arts | Alexandre Cabanel Montpellier, musée Fabre François-Léon Benouville Saint-Lô, musée des Beaux-Arts Abraham-Louis Tourte Louis-Jean-Noël Duveau Collection particulière Charles-Gustave Housez Jean-Baptiste Gardel Limoges, musée des Beaux-Arts Charles Crauk Collection particulière Jean-Baptiste-Eugène-César Reverdy                                                      |
| 1845 Jésus dans le prétoire                                                            | François-Léon Benouville Paris, École nationale supérieure des beaux-arts | Alexandre Cabanel Paris, École nationale supérieure des beaux-arts                                                                                          | Jules Eugène Lenepveu Angers, musée des Beaux-Arts Charles-Gustave Housez Henri-Pierre Picou Abraham-Louis Tourte Auguste Marc Charles Crauk Henri-Augustin Gambard Adolphe-Joseph Deligne |
| 1846 La Maladie d'Alexandre                                                            | | Charles Crauk | Henri-Augustin Gambard Philadelphie, La Salle University Art Museum Jules Eugène Lenepveu Angers, musée des Beaux-Arts Adolphe-Joseph Deligne Cambrai, musée des Beaux-Arts Abraham-Louis Tourte Louis-Jean-Noël Duveau Gustave Boulanger Dominique Antoine Magaud Digne, musée des Beaux-Arts Armand Félix Marie Jobbé-Duval Désiré François Laugée Amiens, musée de Picardie |
| 1847 La Mort de Vitellius                                                              | Jules Eugène Lenepveu Paris, École nationale supérieure des beaux-arts | Paul Baudry La Roche-sur-Yon, musée municipal | Alexandre-Marie Roché Paris, École nationale supérieure des beaux-arts Henri-Augustin Gambard Collection particulière Émile Lévy Théodore-Pierre-Nicolas Maillot Gustave Boulanger Charles-Gustave Housez Collection particulière Adrien-Charles Voillemot |
| 1848 Saint Pierre introduit dans la maison de Marie, mère de Jean                      | | Gustave Boulanger Collection particulière William-Adolphe Bouguereau Collection particulière                                                                | Charles-Gustave Housez (mention) Paul Baudry œuvre détruite Charles Crauk Lille, musée des Beaux-Arts Camille Chazal Émile Lévy Gustave-Lucien Marquerie Adrien-Charles Voillemot Benoît Masson |
| 1849 Ulysse reconnu par Euryclée                                                       | Gustave Boulanger Paris, École nationale supérieure des beaux-arts | Camille Chazal Collection particulière | William-Adolphe Bouguereau La Rochelle, musée des Beaux-Arts Paul Baudry Charles-Gustave Housez Collection particulière François Chifflard Saint-Omer, musée de l'hôtel Sandelin Édouard-Aimé Pils Collection particulière Émile Lévy Gustave-Lucien Marquerie Gustave Moreau                                                                                                  |
| 1850 Zénobie retrouvée sur les bords de l'Araxe                                        | William-Adolphe Bouguereau Paris, École nationale supérieure des beaux-arts Paul Baudry Paris, École nationale supérieure des beaux-arts                                                                             | Émile Bin Théodore-Pierre-Nicolas Maillot | François Chifflard (mention) Émile Lévy Paris, École nationale supérieure des beaux-arts Félix-Henri Giacomotti Collection particulière Camille Chazal Collection particulière Gustave-Lucien Marquerie Jacques-François-Camille Clère |
| 1851 Périclès au lit de mort de son fils                                               | François Chifflard Paris, École nationale supérieure des beaux-arts (en dépôt à Saint-Omer, musée de l'hôtel Sandelin)                                                                                               | Félix-Henri Giacomotti Besançon, musée des Beaux-Arts Émile Lévy                                                                                            | Camille Chazal Collection particulière Charles-Fortuné Guasco Bastia, musée des Beaux-Arts Charles-Augustin-Victor Doërr La Rochelle, musée des Beaux-Arts Émile Bin Félix-Auguste Clément Gustave-Lucien Marquerie Théodore-Pierre-Nicolas Maillot |
| 1852 La Résurrection de la fille de Jaïre                                              | | Félix Fossey | Félix-Henri Giacomotti Théodore-Pierre-Nicolas Maillot Camille Chazal Collection particulière Jules-Émile Saintin Gustave-Lucien Marquerie Henry Levolle Augustin Feyen-Perrin Pierre De Coninck Charles-Ernest Romagny Nogent-sur-Seine, église Saint-Laurent |
| 1853 Jésus chassant les marchands du temple                                            | | Henri-Pierre Picou Jules-Élie Delaunay Nantes, externat des Enfants nantais                                                                                 | Félix-Henri Giacomotti Émile Lévy Jules-Émile Saintin Frédéric Lix Collection particulière Félix Fossey Théodore-Pierre-Nicolas Maillot Pierre De Coninck Édouard Sain |
| 1854 Abraham lavant les pieds de trois anges                                           | Félix-Henri Giacomotti Paris, École nationale supérieure des beaux-arts Théodore-Pierre-Nicolas Maillot Paris, École nationale supérieure des beaux-arts Émile Lévy Paris, École nationale supérieure des beaux-arts | | Charles-Ernest Romagny (mention) Jules-Élie Delaunay Nantes, musée des Beaux-Arts Félix-Auguste Clément Félix Fossey Collection particulière Jacques-François-Camille Clère Pierre De Coninck Charles Sellier |
| 1855 César dans la barque                                                              | | Jacques-François-Camille Clère Valenciennes, musée des Beaux-Arts Pierre De Coninck                                                                         | Jules-Élie Delaunay Nantes, musée des Beaux-Arts Félix Fossey Claude-Noël Renaud Charles-Ernest Romagny Félix-Auguste Clément Ernest Michel Collection particulière Louis Hector Leroux Édouard-Alphonse Dupont |
| 1856 Le Retour de Tobie                                                                | Félix-Auguste Clément Paris, École nationale supérieure des beaux-arts Jules-Élie Delaunay Paris, École nationale supérieure des beaux-arts                                                                          | Ernest Michel | Pierre De Coninck Charles-Ernest Romagny Félix Fossey Benjamin Ulmann Collection particulière Louis Hector Leroux Édouard-Alphonse Dupont Saint-Étienne, musée d'art et d'industrie Charles-Alexandre Coëssin de la Fosse |
| 1857 La Résurrection de Lazare                                                         | Charles Sellier Paris, École nationale supérieure des beaux-arts | Léon Bonnat Bayonne, musée Bonnat-Helleu Louis Hector Leroux                                                                                                | Benjamin Ulmann (mention) Charles-Ernest Romagny Ernest Michel Jean-Jacques Henner François-Barthélemy-Marius Abel Léon Perrault Antoine-Victor-Léopold Durand-Durangel |
| 1858 Adam et Ève découvrant le corps d'Abel                                            | Jean-Jacques Henner Paris, École nationale supérieure des beaux-arts | Benjamin Ulmann Colmar, musée d'Unterlinden | Jules Lefebvre (mention) Louis Hector Leroux Ernest Michel Pierre De Coninck Léon Perrault François-Barthélemy-Marius Abel Pierre Dupuis Paul-Alfred Colin |
| 1859 Coriolan se réfugie chez Tullus, roi des Volsques                                 | Benjamin Ulmann Paris, École nationale supérieure des beaux-arts | Jules Lefebvre Amiens, musée de Picardie | Frédéric Lix (mention) Collection particulière Ernest Michel Louis Hector Leroux Verdun, musée de la Princerie Alexandre Brossard Eugène-Adolphe Levasseur Pierre Dupuis Étienne-Prosper Berne-Bellecour Collection particulière Tony Robert-Fleury |
| 1860 Sophocle accusé par ses fils                                                      | Ernest Michel Paris, École nationale supérieure des beaux-arts | Joseph-Fortuné-Séraphin Layraud | Alphonse Monchablon (mention) Jules Lefebvre Amiens, musée de Picardie Tony Robert-Fleury Victor-Julien Giraud Jean-Georges Vibert Pierre Dupuis Jean-Baptiste-Augustin Nemoz Léon Perrault |
| 1861 La Mort de Priam                                                                  | Jules Lefebvre Paris, École nationale supérieure des beaux-arts | Alexandre-Louis Leloir Guéret, musée d'art et d'archéologie François-Marie Firmin-Girard Collection particulière                                            | Tony Robert-Fleury (mention) Léon Perrault Paris, École nationale supérieure des beaux-arts Joseph-Fortuné-Séraphin Layraud Pierre Dupuis Victor-Julien Giraud Paul-Célestin-Louis Lebœuf-Nanteuil Alexis-Marie-Louis Douillard |
| 1862 Véturie aux pieds de Coriolan                                                     | | Alfred Loudet Alphonse Monchablon Épinal, musée des Beaux-Arts                                                                                              | Henri Regnault (mention) Détruit en 1944, anciennement au musée de la Chartreuse de Douai Henri-Léopold Lévy Paris, École nationale supérieure des beaux-arts Pierre Dupuis Tony Robert-Fleury Langres, musée d'Art et d'Histoire Jean-Baptiste-Augustin Nemoz Joseph-Fortuné-Séraphin Layraud Eugène Thirion Alexandre-Louis Leloir                                           |
| 1863 Joseph se fait reconnaître par ses frères                                         | Joseph-Fortuné-Séraphin Layraud Paris, École nationale supérieure des beaux-arts Alphonse Monchablon Paris, École nationale supérieure des beaux-arts                                                                | Léon-Pierre-Urbain Bourgeois Nevers, musée des Beaux-Arts Pierre Dupuis                                                                                     | Diogène Maillart (mention) Détruit à Beauvais en 1940 François-Marie Firmin-Girard Pont-de-Vaux, musée Chintreuil Ferdinand Humbert Collection particulière Alexandre-Louis Leloir Henri-Léopold Lévy Eugène Thirion |
| 1864 Homère dans l'île de Scyros                                                       | Diogène Maillart Paris, École nationale supérieure des beaux-arts | Alexandre-Louis Leloir Colmar, musée d'Unterlinden Eugène Thirion Tournus, musée Greuze                                                                     | Jean-Paul Laurens Fécamp, musée des Pêcheries Jules Machard Henri-Léopold Lévy Charles Édouard Delort Ferdinand Humbert Anatole Vély Détruit vers 1918, autrefois à Péronne, musée Alfred-Danicourt Joseph-Nicolas-Hippolyte Aussandon |
| 1865 Orphée aux Enfers                                                                 | Jules Machard Paris, École nationale supérieure des beaux-arts | François-Marie Firmin-Girard Villefranche-sur-Saône, musée Paul-Dini Louis Jacquesson de la Chevreuse Toulouse, musée des Augustins                         | Henri Regnault Calais, musée des Beaux-Arts Joseph Blanc Ferdinand Humbert Émile Delphes Chabod Flavien-Louis Peslin Adrien Moreau Gustave Jacquet Collection particulière |
| 1866 Thétis apporte à Achille les armes forgées par Vulcain                            | Henri Regnault Paris, École nationale supérieure des beaux-arts | Pierre-Paul-Léon Glaize Épinal, musée départemental d'art ancien et contemporain Joseph Blanc Cluny, musée d'art et d'archéologie                           | Édouard-Théophile Blanchard (troisième prix) Apt, mairie Alfred Loudet Madrid, ambassade de France François-Marie Firmin-Girard Pont-de-Vaux, musée Chintreuil Léon-Pierre-Urbain Bourgeois Gustave Jacquet Adrien Moreau Valentin-Auguste Rosé |
| 1867 Le Meurtre de Laïus par Œdipe                                                     | Joseph Blanc Paris, École nationale supérieure des beaux-arts | Léon-Pierre-Urbain Bourgeois Nevers, musée municipal Frédéric Blandin Édouard-Théophile Blanchard Cluny, musée d'art et d'archéologie                       | Édouard Vimont Oscar-Pierre Mathieu Édouard Toudouze Alexandre-Louis Leloir Adrien Moreau Nicolas-Adolphe Weber Paul Philippoteaux |
| 1868 La Mort d'Astyanax                                                                | Édouard-Théophile Blanchard Paris, École nationale supérieure des beaux-arts | Ernest Blanc-Garin Villeneuve-lès-Avignon, musée Pierre-de-Luxembourg                                                                                       | Jean-Joseph Benjamin-Constant Localisation inconnue Eugène Médard Jules-Alexandre Patrouillard Jean-Georges Ferry Antoine Laborde Joseph-Noël Sylvestre Édouard Joseph Dantan Pierre-Gaston Jourdain |
| 1869 Le Soldat de Marathon                                                             | Luc-Olivier Merson Paris, École nationale supérieure des beaux-arts | Édouard Vimont Annecy, musée-château Oscar-Pierre Mathieu Calais, musée des Beaux-Arts                                                                      | Joseph-Noël Sylvestre (troisième prix) Auxerre, musée d'art et d'Histoire Alexandre-Hippolyte Charles Fernand Lematte François Lafon Alphonse Gaudefroy Gabriel Guay Eugène Médard |
| 1870 La Mort de Messaline                                                              | Fernand Lematte Paris, École nationale supérieure des beaux-arts | | Gabriel Ferrier Théobald Chartran Non localisé (autrefois à Madrid, ambassade de France) Édouard Debat-Ponsan Jean-André Rixens Oscar-Pierre Mathieu Localisation actuelle inconnue Léon-François Comerre Alexandre-Hippolyte Charles Jules-Arsène Garnier Noël Saunier Collection particulière                                                                                |
| 1871 Les Adieux d'Œdipe aux cadavres de sa femme et de ses fils                        | Édouard Toudouze Paris, École nationale supérieure des beaux-arts | Édouard Vimont Saint-Romain-de-Colbosc, mairie Jean-Jules-Antoine Lecomte du Nouÿ Détruit en 1915 au musée des Beaux-Arts d'Arras                           | Oscar-Pierre Mathieu Collection particulière Léon-Pierre-Urbain Bourgeois Détruit en 1944 au musée de Saint-Malo Théobald Chartran Hamilton, Art Gallery Léon-François Comerre Collection particulière Gabriel Ferrier Aimé Morot Édouard Joseph Dantan |
| 1872 Une Scène du déluge                                                               | Gabriel Ferrier Paris, École nationale supérieure des beaux-arts | Léon Comerre Détruit en 1917, autrefois à Douai, musée de la Chartreuse Eugène Médard Localisation inconnue (autrefois à Avranches, musée-bibliothèque)     | Léon-Pierre-Urbain Bourgeois Nevers, musée municipal Frédéric Blandin Théobald Chartran Oscar-Pierre Mathieu Collection particulière Aimé Morot Nancy, musée des Beaux-Arts Édouard Joseph Dantan Léon-Alexis-Maurice Pichard du Paty Jean-Georges Ferry |
| 1873 La Captivité des Juifs à Babylone                                                 | Aimé Morot Paris, École nationale supérieure des beaux-arts | Édouard Debat-Ponsan Pertuis, hôtel de ville Jean-André Rixens Saint-Gaudens, musée municipal                                                               | Léon Comerre Localisation inconnue Théobald Chartran Édouard Vimont Fernand Pelez Eugène Médard Léonard Jarraud Léon-Alexis-Maurice Pichard du Paty |
| 1874 La Mort de Timophane, tyran de Corinthe                                           | Albert Besnard Paris, École nationale supérieure des beaux-arts | Léon Comerre Lille, palais des Beaux-Arts | Édouard Joseph Dantan Laon, musée d'art et d'archéologie Théobald Chartran Édouard Debat-Ponsan Détruit, autrefois à Péronne, musée Alfred-Danicourt Édouard Vimont Georges Moreau de Tours Alphonse Gaudefroy Oscar-Pierre Mathieu Jean-Eugène Buland |
| 1875 L'Annonce aux bergers                                                             | Léon Comerre Paris, École nationale supérieure des beaux-arts | Jules Bastien-Lepage Melbourne, National Gallery of Victoria Camille-Félix Bellanger Localisation actuelle inconnue, autrefois à Maubeuge, musée Henri-Boez | Édouard Joseph Dantan Saint-Cloud, musée des Avelines Théobald Chartran Édouard Debat-Ponsan Lavaur, musée du pays vaurais Georges Moreau de Tours Montpellier, musée Fabre Édouard François Zier Oscar-Pierre Mathieu François Schommer |
| 1876 Priam aux pieds d'Achille                                                         | Joseph Wencker Paris, École nationale supérieure des beaux-arts | Pascal Dagnan-Bouveret Madrid, ambassade de France | Jules Bastien-Lepage Lille, musée des Beaux-Arts Eugène Carrière Pau, musée des Beaux-Arts Théobald Chartran Paris, Musée du Petit Palais Édouard Debat-Ponsan Collection particulière Édouard Joseph Dantan Gustave Courtois Édouard Vimont Alfred-Henri Bramtot |
| 1877 La Prise de Rome par les Gaulois                                                  | Théobald Chartran Paris, École nationale supérieure des beaux-arts | Pierre Fritel Lons-le-Saunier, musée des Beaux-Arts Gustave Courtois Montluçon, mairie                                                                      | Édouard Debat-Ponsan Localisation actuelle inconnue Paul Jamin Collection particulière Pascal Dagnan-Bouveret Georges Moreau de Tours Collection particulière Édouard Joseph Dantan Léonard Jarraud Albert Bettannier |
| 1878 Auguste au tombeau d'Alexandre                                                    | François Schommer Paris, École nationale supérieure des beaux-arts | Henri-Lucien Doucet Tunis, Ambassade de France Jean-Eugène Buland Paris, musée d'Orsay                                                                      | Gustave Courtois Vesoul, Musée Jean-Léon Gérôme Pascal Dagnan-Bouveret Collection particulière Georges Moreau de Tours Bois-le-Roi, mairie Pierre Fritel Paul Jamin Nancy, musée des Beaux-Arts Lionel Royer Localisation inconnue Félix Lacaille |
| 1879 La Mort de Démosthène                                                             | Alfred-Henri Bramtot Paris, École nationale supérieure des beaux-arts | Jean-Eugène Buland Saint-Dizier, musée municipal Émile Pichot Sète, musée Paul Valéry                                                                       | Camille-Félix Bellanger Collection particulière Félix Lacaille Lionel Royer Henri-Lucien Doucet Pierre Fritel Henri-Camille Danger Albert Pierre Dawant |
| 1880 La Reconnaissance d'Ulysse et de Télémaque                                        | Henri-Lucien Doucet Paris, École nationale supérieure des beaux-arts | Georges Truffaut Concepción (Chili), Pinacoteca Universidad Lionel Royer Castellane, mairie                                                                 | Georges-Antoine Rochegrosse Eugène Buland Collection particulière Henri-Camille Danger Pierre Fritel Félix Lacaille Albert-Antoine Lambert Paul Jamin |
| 1881 La Colère d'Achille                                                               | Louis Édouard Fournier Paris, École nationale supérieure des beaux-arts | Henri-Camille Danger Digne, musée Gassendi | Gustave Popelin Collection particulière Pierre Fritel Eugène Buland Lionel Royer Armand Berton Albert-Antoine Lambert Collection particulière Henri Pinta Édouard Michel-Lançon |
| 1882 Mattathias refuse de sacrifier aux idoles                                         | Gustave Popelin Paris, École nationale supérieure des beaux-arts | Lionel Royer Paul Leroy Saintes, musée de l’Échevinage | Georges-Antoine Rochegrosse Collection particulière Henri-Camille Danger Soissons, musée municipal Henri Pinta Marseille, école supérieure des Beaux-Arts Charles Lebayle Collection particulière Paul Louis Séraphin Jenoudet Gaston Charpentier-Bosio Marius Roy |
| 1883 Œdipe maudit son fils Polynice                                                    | Marcel Baschet Paris, École nationale supérieure des beaux-arts | Émile Friant Rennes, musée des Beaux-Arts | Albert-Antoine Lambert Coutances, musée Quesnel-Morinière Henri Pinta Tony Tollet Marius Roy Émile Pichot André Castaigne Gaston Charpentier-Bosio Collection particulière Joseph-Émile Millochau |
| 1884 Le Serment de Brutus après la mort de Lucrèce                                     | Henri Pinta Paris, École nationale supérieure des beaux-arts | Paul Leroy Rouen, Hôtel de Ville Édouard Cabane Bordeaux, musée des Beaux-Arts                                                                              | Louis-Adolphe Tessier Collection particulière Tony Tollet Charles Lebayle Albert-Antoine Lambert Émile Pichot Rome, Galleria nazionale d'arte moderna e contemporanea Paul Quinsac Gustave Surand |
| 1885 Thémistocle se réfugie chez Admète                                                | Alexis Axilette Paris, École nationale supérieure des beaux-arts | Paul Thomas Auxerre, musée d'art et d'histoire Tony Tollet Lyon, Hôtel départemental du Rhône                                                               | Paul Quinsac Édouard Cabane Alexandre-Claude-Louis Lavalley Henri-Camille Danger Louis-Charles Spriet Tancrède Bastet Grenoble, musée de Grenoble Joseph-Adolphe-Augustin Dudicourt |
| 1886 Claude proclamé empereur                                                          | Charles Lebayle Paris, École nationale supérieure des beaux-arts | Jean-Paul Sinibaldi Sète, musée Paul Valéry | Alexandre-Claude-Louis Lavalley Niort, hôtel de préfecture des Deux-Sèvres Henri-Camille Danger Collection particulière Gaston Charpentier-Bosio Joseph-Émile Millochau Édouard Cabane Jules-Victor Verdier Claude Bourgonnier Tony Tollet |
| 1887 Thémistocle buvant le poison                                                      | Henri-Camille Danger Paris, École nationale supérieure des beaux-arts | Jean Alfred Marioton Montpellier, hôtel de préfecture de l'Hérault Gaston Charpentier-Bosio Remiremont, musée Charles-de-Bruyères                           | Tancrède Bastet Paul Buffet Alexandre-Claude-Louis Lavalley Jean-Paul Sinibaldi Tony Tollet Charles Amable Lenoir Fouras, hôtel de Ville Georges Jouve |
| 1888 Ulysse et Nausicaa                                                                | Non décerné | Maurice Eliot Paris, Centre national des Arts plastiques | Paul Buffet (mention) Saint-Julien-en-Genevois, mairie Jean Veber Paris, École nationale supérieure des Beaux-Arts Jean Alfred Marioton Paris, musée d'Orsay Gaston Charpentier-Bosio Gaston Thys Charles Amable Lenoir Collection particulière Alexandre-Claude-Louis Lavalley Jules-Victor Verdier Abel-Dominique Boyé                                                       |
| 1889 Jésus guérit le paralytique                                                       | Gaston Thys Paris, École nationale supérieure des beaux-arts Ernest Laurent Paris, École nationale supérieure des beaux-arts                                                                                         | Jean-Célestin Danguy Nancy, musée des Beaux-Arts Charles Amable Lenoir La Rochelle, cathédrale Saint-Louis                                                  | André Devambez Alexandre-Claude-Louis Lavalley André Castaigne Abel-Dominique Boyé Paul Gervais Auguste François-Marie Gorguet |
| 1890 Le Reniement de saint Pierre                                                      | André Devambez Paris, École nationale supérieure des beaux-arts | Charles Amable Lenoir La Rochelle, cathédrale Saint-Louis Georges-Auguste Lavergne La Neuville-lès-Dorengt, église Saint-Rémi                               | Alexandre-Claude-Louis Lavalley Ville-d'Avray, église Saint-Marc-Saint-Nicolas Charles Émile Bitte Jean-Célestin Danguy Auguste François-Marie Gorguet Pierre Bellet Antoine-Louis Manceaux Georges Roussel |
| 1891 Jupiter et Mercure reçus par Philémon et Baucis                                   | Alexandre-Claude-Louis Lavalley Paris, École nationale supérieure des beaux-arts | Hubert-Denis Etcheverry Bayonne, musée Bonnat-Helleu Adolphe Déchenaud Mâcon, musée des Ursulines                                                           | Jean-Célestin Danguy Paul-Albert Laurens Henri Thiérot Auguste François-Marie Gorguet Collection particulière Jacques-Martin Capponi Joseph Louis Ferdinand Blanchecotte Abel-Dominique Boyé |
| 1892 Job et ses amis                                                                   | Georges-Auguste Lavergne Paris, École nationale supérieure des beaux-arts | Maurice-Théodore Mitrecey Saint-Brieuc, musée des Beaux-Arts Eugène Trigoulet Saint-Dizier, musée municipal                                                 | Georges Charbonneau Collection particulière Camille Bourget Jacques-Martin Capponi Adolphe Déchenaud Mâcon, musée des Ursulines Paul-Albert Laurens Jules-Gustave Besson Antoine-Louis Manceaux Calvi, église Saint-Jean-Baptiste |
| 1893 Samson tournant la meule                                                          | Maurice-Théodore Mitrecey Paris, École nationale supérieure des beaux-arts | Eugène Trigoulet Paris, Centre national des arts plastiques Georges Charbonneau Angers, musée des Beaux-Arts                                                | Georges Rouault Los Angeles, County Museum of Art Edgar Maxence Adolphe Déchenaud Chalon-sur-Saône, musée Denon Gaston Larée Henri Foreau Henri Thiérot Henri Guinier |
| 1894 Judith montre la tête d'Holopherne aux habitants de Béthanie                      | Auguste Leroux Paris, École nationale supérieure des beaux-arts Adolphe Déchenaud Paris, École nationale supérieure des beaux-arts                                                                                   | William Laparra Bordeaux, école supérieure des Beaux-Arts Many Benner Belfort, musée d'art et d'histoire                                                    | Henri Guinier Georges Charbonneau Raoul du Gardier Auguste-Alphonse Fiat Jules-Gustave Besson Eugène Trigoulet |
| 1895 Le Christ mort pleuré par les saintes femmes                                      | Gaston Larée Paris, École nationale supérieure des beaux-arts | Paul-Albert Laurens Henri Guinier Joigny, bibliothèque municipale                                                                                           | Georges Rouault Grenoble, musée de Grenoble Charles-Lucien Moulin William Laparra Louis Roger Jules-Gustave Besson Jean-Amédée Gibert Georges Charbonneau |
| 1896 Apollon et Marsyas                                                                | Charles-Lucien Moulin Paris, École nationale supérieure des beaux-arts | Léon Galand Montpellier, musée Fabre Henri Guinier | Jean-Amédée Gibert Marseille, musée Grobet-Labadié Paul-Albert Laurens Georges Charbonneau William Laparra Léon Pierre Félix Georges A.L. Boisselier Hubert-Denis Etcheverry |
| 1897 Vulcain enchaîne Prométhée sur les cimes du Caucase                               | | Louis Roger Narbonne, musée d'art et d'histoire Valentin Sellier Toulon, musée d'Art                                                                        | Jean-Amédée Gibert (mention) Marseille, musée des Beaux-Arts Léon Galand Montpellier, musée Fabre Georges Charbonneau Collection particulière Gustave Henri Marchetti Jules Wielhorski Paul Sieffert Isaac Boisson Laurent Jacquot-Defrance Collection particulière |
| 1898 La Piscine de Bethsaïda                                                           | Jean-Amédée Gibert Paris, École nationale supérieure des beaux-arts William Laparra Paris, École nationale supérieure des beaux-arts                                                                                 | Many Benner Belfort, musée d'art et d'histoire Victor Guétin Vendôme, musée municipal                                                                       | Georges Charbonneau Collection particulière Isaac Boisson Ernest Amas Louis-Jean Cavalier Georges Décote Valentin Sellier |
| 1899 Hercule entre le Vice et la Vertu                                                 | Louis Roger Paris, École nationale supérieure des beaux-arts | Victor Guétin Charleville-Mézières, musée du Vieux Moulin Laurent Jacquot-Defrance Perpignan, musée Hyacinthe-Rigaud                                        | Fernand Sabatté Collection particulière Paul Sieffert Léon Galand Many Benner Collection particulière Robert-Léon Sallès Lisieux, musée d'art et d'histoire Ernest Azéma Collection particulière Eugène Béringuier |
| 1900 Un Spartiate montre à ses fils un ilote ivre                                      | Fernand Sabatté Paris, École nationale supérieure des beaux-arts | Henri Émilien Rousseau Autun, musée Rolin Ernest Azéma Sète, musée Paul-Valéry                                                                              | Paul Sieffert Collection particulière Yves-Edgar Muller d'Escars Victor Guétin Eugène Béringuier Georges A. L. Boisselier Laurent Jacquot-Defrance Collectin particulière Pierre Gourdault Collection particulière |

## XXesiècle
|                                                                                               | Premier prix | Deuxième prix | Autres concurrents |
| 1901 Jésus guérissant les infirmes                                                            | Laurent Jacquot-Defrance Paris, École nationale supérieure des beaux-arts | Ernest Azéma Béziers, musée des Beaux-Arts Clément Gontier Lavaur, musée du Pays Vaurais                                                                        | Georges A. L. Boisselier Paul Sieffert Marie-Pierre-François-Louis Belle Georges Charbonneau Collection particulière Eugène Béringuier Horace Richebé Victor Guétin                                                                                          |
| 1902 La Résurrection de la fille de Jaïre                                                     | Paul Sieffert Paris, École nationale supérieure des beaux-arts Victor Guétin Paris, École nationale supérieure des beaux-arts                                                                           | | Alexis-Jean-Pierre Carré Georges A. L. Boisselier René-Alcide Boulanger Antony Troncet Many Benner Paris, musée national Jean-Jacques Henner Henry Brémond Paul Petit Jean-Louis Lefort                                                                      |
| 1903 Le Retour de l'enfant prodigue                                                           | Édouard Monchablon Paris, École nationale supérieure des beaux-arts | Yves-Edgar Muller d'Escars Châlons-en-Champagne, musée des Beaux-Arts et d'Archéologie Georges A. L. Boisselier Besançon, musée des Beaux-Arts et d'Archéologie | Antony Troncet Charles-René Darrieux Collection particulière Julien Léon Bourdon Clément Gontier Jacques Cancaret Paul Marie Vigoureux André Humbert |
| 1904 Salomé reçoit la tête de saint Jean-Baptiste                                             | Pas de Premier Grand Prix | Achille-Eugène Godefroy Le Havre, musée André-Malraux Georges Paul Leroux Tours, musée des Beaux-Arts                                                           | Antony Troncet (mention) Tulle, mairie Yves-Edgar Muller d'Escars Jacques Cancaret Pierre Gourdault Jean-Bernard Eschemann Émile Aubry Georges A. L. Boisselier Paul Marie Vigoureux                                                                         |
| 1905 Silène surpris par les bergers et les nymphes                                            | Pas de Premier Grand Prix | Émile Aubry Sétif, musée Lucien Jonas Dax, musée de Borda | René Rousseau-Decelle (mention) Nantes, musée des Beaux-Arts Jacques Cancaret Jacques Patissou Clément Gontier Julien Léon Bourdon Marcelle Rondenay Louis Floutier Hippolyte Léty                                                                           |
| 1906 La Famille                                                                               | François-Maurice Roganeau Paris, École nationale supérieure des beaux-arts Georges Paul Leroux Paris, École nationale supérieure des beaux-arts                                                         | René Rousseau-Decelle La Roche-sur-Yon, musée municipal Paul Fenouillet Montsalvy, mairie                                                                       | Achille-Eugène Godefroy Jean Cottenet Charles-René Darrieux Yves-Edgar Muller d'Escars Louis Billotey Pierre Victor Robiquet |
| 1907 Virgile contemple une scène rustique                                                     | Louis Billotey Paris, École nationale supérieure des beaux-arts Émile Aubry Paris, École nationale supérieure des beaux-arts                                                                            | Louis Fidrit Belfort, mairie Charles-René Darrieux Ajaccio, hôtel de préfecture de Corse                                                                        | Achille-Eugène Godefroy Lucien Jonas Jean Didier-Tourné Marie-Pierre-François-Louis Belle Joseph Bergès Jean-Bernard Eschemann |
| 1908 La mort de saint Tharcise                                                                | Jean Lefeuvre Paris, École nationale supérieure des beaux-arts | Loÿs Prat Grenoble, musée de Grenoble Joseph Bergès Toulouse, musée des Augustins                                                                               | Antony Troncet Achille-Eugène Godefroy Collection particulière René Rousseau-Decelle Gabriel Girodon René-Alcide Boulanger Jacques Patissou Paul Geny |
| 1909 Cérès rendant la vie à un enfant                                                         | Pierre Bodard Paris, École nationale supérieure des beaux-arts | Jean Didier-Tourné Agen, Académie des sciences, lettres et arts Jules Merle Aurillac, préfecture du Cantal                                                      | Antony Troncet Gustave Lorain Marius de Buzon Léo Fontan Loÿs Prat Gabriel Girodon Jean Roque |
| 1910 L'Amour vainqueur du dieu Pan                                                            | Jean Dupas Paris, École nationale supérieure des beaux-arts | | Jules-René Bouffanais (mention) Périgueux, musée du Périgord Clovis Cazes Edmond Lesellier René-Ernest Huet Constantin Font Jean Didier-Tourné Marcel Imbs Yvonne Hoffbauer Jules Merle                                                                      |
| 1911 Jésus au calvaire                                                                        | Marco de Gastyne Paris, École Nationale Supérieure des beaux-arts | Maurice Mathurin Tours, musée des Beaux-Arts Jules-Émile Zingg Montbéliard, musée du château                                                                    | Constantin Font Jean-Blaise Giraud Marcel Imbs André Menlet Jules Merle Jean-Gabriel Domergue André Louis Pierre Rigal |
| 1912 Œdipe sur les corps de ses fils                                                          | Gabriel Girodon Paris, École nationale supérieure des beaux-arts | Constantin Font Toulouse, musée des Augustins Albert Loriol Clermont-Ferrand, musée d'art Roger-Quilliot                                                        | Jean Cottenet Jules Merle Marius de Buzon Maurice Alexandre Berthon Pierre-Gustave Paltz Jules François Marc Becane Jean Didier-Tourné |
| 1913 Le Rhapsode                                                                              | Pas de Premier Grand Prix | Jean-Gabriel Domergue Aiguillon, mairie Clovis Cazes Auch, musée des Jacobins                                                                                   | Jean Hillemacher (mention) Localisation actuelle inconnue, autrefois à Évreux, musée de l'Ancien évêché Paul-Émile Bécat Collection particulière Jules-René Bouffanais Jean-Blaise Giraud Paul Geny Pierre-Gustave Paltz Constantin Font Victor Darbefeuille |
| 1914 La Passion de la Vierge                                                                  | Robert Poughéon Paris, École nationale supérieure des beaux-arts Jean Despujols Paris, École nationale supérieure des beaux-arts Jean-Blaise Giraud Paris, École nationale supérieure des beaux-arts    | Emilien Barthélemy Valensole, mairie Paul Geny Bidache, église Saint-Jacques-le-Majeur                                                                          | Jules-René Bouffanais Champagnac-de-Belair, église Jean-Gabriel Domergue Paris, église Saint-Martin-des-Champs Jean Hillemacher Verneuil-sur-Avre, église Notre-Dame Constantin Font Maurice Alexandre Berthon                                               |
| 1915                                                                                          | Pas de concours | | |
| 1916                                                                                          | Pas de concours | | |
| 1917                                                                                          | Pas de concours | | |
| 1918                                                                                          | Pas de concours | | |
| 1919 Jeunesse et Vieillesse                                                                   | André Louis Pierre Rigal Paris, École nationale supérieure des Beaux-Arts | Fernande Cormier Toulon, musée d'Art Paul-Émile Bécat Localisation inconnue (autrefois à la mairie de Clermont-Ferrand) Armand Assus                            | Paul Geny Émile Beaume André Lagrange Hérain Constantin Font Tony Georges Roux |
| 1920 Des pêcheurs un matin virent un corps de femme que la vague nocturne au bord avait roulé | Pas de Grand Prix | Émile Beaume Pézenas, musée Vulliod de Saint-Germain | André Lagrange (mention) Pierre-Henri Ducos de La Haille Constantin Font Juliette Émilie Debes Tony Georges Roux Serré Fernande Cormier Paul Geny Jean Bouchaud                                                                                              |
| 1921 L'ensevelissement de saint Antoine                                                       | Émile Beaume Paris, École nationale supérieure des beaux-arts Constantin Font Paris, École nationale supérieure des beaux-arts                                                                          | Tony Georges Roux Decize, mairie Charles Perron Laon, hôtel de préfecture de l'Aisne                                                                            | Georges Dargouge Lucien Martial Paul Geny Pierre-Henri Ducos de La Haille Raoul Dastrac André Gagey |
| 1922 La Fortune et l'Abondance sortant du sillon creusé par le laboureur ou Le Bain           | Pierre-Henri Ducos de La Haille Paris, École nationale supérieure des beaux-arts | André-Julien Gremmel Localisation inconnue (autrefois à Laon, préfecture de l'Aisne) Serge Friedberger Le Bain Dunkerque, mairie                                | Lucien Martial Tony Georges Roux Serré André Gagey Pierre Dionisi dit "Vieilledent" Marie-Marguerite Bricka André Lagrange |
| 1923 Sujet libre                                                                              | Pierre Dionisi Le Golgotha Paris, École nationale supérieure des beaux-arts | Renée Jullien Mowgli et la panthère Lucien Martial Le berger et la mer Paris, École de guerre                                                                   | Marie-Marguerite Bricka Georges Dargouge Marthe Debes Paul Hannaux Édouard Boulanghier Jean de Botton Odette Pauvert |
| 1924 Sujet libre                                                                              | René-Marie Castaing Jésus chez Marthe et Marie Paris, École nationale supérieure des beaux-arts | Georges Dargouge Au travail Puiseaux, mairie Paul Hannaux Le Faune musicien                                                                                     | Lucien Martial Lucienne Leroux Henri Clamens Marguerite Pauvert René Brédier Jean Adler Claude Foreau |
| 1925 Sujet libre                                                                              | Odette-Marie Pauvert La Légende de saint Ronan Paris, École nationale supérieure des beaux-arts | Henri Clamens L'enfant prodigue Paris, École nationale supérieure des beaux-arts Jean-Henri Couturat La femme nue                                               | Lucien Weil Marguerite Pauvert Claude Foreau Marcel Aubert Lucien Martial André-Julien Gremmel Filleul |
| 1926 Sujet libre                                                                              | Pas de premier Prix | Alfred Giess Les pèlerins d'Emmaüs Lucien Weil La Charité Paris, Ecole Nationale Supérieure des Beaux-Arts                                                      | Lucienne Leroux (mention) La nymphe endormie Henri Clamens Jean-Henri Couturat Paul-Robert Bazé Mlle Bousquet Madeleine Leroux Paul Bret Bouroult |
| 1927 Sujet libre                                                                              | Pas de premier prix | Paul-Robert Bazé La Mélancolie Madeleine Leroux Stylite | Paul Bret (mention) Baigneuse Alfred Giess Lucien Weil Henri Clamens Lucienne Leroux Lorenzo Codini Bouroult Jean-Henri Couturat |
| 1928 Concert champêtre                                                                        | Paul-Robert Bazé Paris, École nationale supérieure des beaux-arts Nicolas Untersteller Paris, École nationale supérieure des beaux-arts Daniel Octobre Paris, École nationale supérieure des beaux-arts | Jean Sauboa | Roland-Marie Gérardin Henri Clamens Madeleine Massonneau Pierre Isorni Lucien Weil Jean-Henri Couturat |
| 1929 Les Adieux                                                                               | Alfred Giess Paris, École nationale supérieure des beaux-arts | Gabriel Genieis Georges Cheyssial | Raymond Tellier Yves Brayer Jean Ronsin de Grammont Mlle Pillet Louis-Marie Delpech Chauvet |
| 1930 Geneviève de Brabant                                                                     | Yves Brayer Paris, École nationale supérieure des beaux-arts | Roland-Marie Gérardin Irène Kalebdjian | Chesneau Georges Cheyssial Gabriel Genieis Édouard Collin Philippe Georges Bermyn Georges Delplanque Deschamps |
| 1931 Le Retour                                                                                | André Tondu Paris, École nationale supérieure des beaux-arts | Georges Cheyssial Pierre Delbos | Jean Ronsin Rennes, musée des Beaux-Arts Simone Lorimy Gabriel Genieis Georges Delplanque Deschamps Roland-Marie Gérardin Philippe Georges Bermyn |
| 1932 L'enfance de Jésus Christ                                                                | Georges Cheyssial Paris, École nationale supérieure des beaux-arts | Édouard Collin Pierre Jérôme | Pierre Valade Poitiers, musée des Beaux-Arts Roland-Marie Gérardin Gabriel Genieis Pierre Isorni Lucien-Émile Derwé Sergent Renée Besson |
| 1933 Suzanne et les vieillards                                                                | Roland-Marie Gérardin Paris, École nationale supérieure des beaux-arts | Pierre Jérôme Alice Richter | Jean Ronsin Édouard Collin Martinez Renée Besson Mlle Faure André-Marius Aillaud Mlle Thiéry |
| 1934 Ulysse chez la nymphe Calypso                                                            | Pierre Jérôme Paris, École nationale supérieure des beaux-arts | Louise Cottin | Edith Fauquet (mention) Irène Kalebdjian Jacques Pierre Sergent Édouard Collin Schein Jeanne-Marie Sornas Marcel Delaris ou Daniel Deparis |
| 1935 Les Heures accueillant Aphrodite                                                         | | Irène Kalebdjian Georges Moreau | Mlle Faure Marcel Delaris ou Daniel Deparis Debat Pierre de Raveton Jeanne-Marie Sornas Édouard Collin Alice Richter Sellier |
| 1936 Évocation champêtre                                                                      | Lucien Fontanarosa Paris, École nationale supérieure des beaux-arts Jean-Robert Pinet Paris, École nationale supérieure des beaux-arts                                                                  | Roger Bezombes Edmée Larnaudie | Pierre Robert Lucas Georges Moreau Irène Kalebdjian Marcel Delaris ou Daniel Deparis Delarue Pierre de Raveton |
| 1937 Le Repos                                                                                 | Pierre Robert Lucas Paris, École nationale supérieure des beaux-arts | Edmée Larnaudie Gabriel Largeteau | Madeleine Lavanture Jean Terles André Chochon Marcel Delaris ou Daniel Deparis Lucienne Fleury André-Marius Aillaud Jacques René Falcou |
| 1938 Tu gagneras ton pain à la sueur de ton front                                             | Madeleine Lavanture Paris, École nationale supérieure des beaux-arts | Reynold Arnould Rouen, musée des Beaux-Arts André Chochon Rennes, musée des Beaux-Arts                                                                          | Edmée Larnaudie Collection particulière Gabriel Largeteau Even Jean Brouant Marcel Delaris ou Daniel Deparis Edith Fauquet Pierre de Berroeta |
| 1939 La Paix                                                                                  | Reynold Arnould Paris, École nationale supérieure des beaux-arts | Alice Richter Pierre-Marie-Joseph Guyenot | Edmée Larnaudie Gabriel Largeteau Yves Trévédy Fauck Albert Mulphin Mlle Rolland Mlle Girol |
| 1940                                                                                          | | | |
| 1941                                                                                          | | | |
| 1942                                                                                          | | | |
| 1943 En la touchant légèrement de sa flèche, Éros ranime Psyché évanouie                      | Pierre-Yves Trémois Paris, École Nationale Supérieure des Beaux-Arts Yves Trévédy Paris, École nationale supérieure des beaux-arts                                                                      | Pierre-Marie-Joseph Guyenot José Fabri-Canti | Georges Marcel Jean Pichon Mlle Synard Siodeau Magnard Robert Houdusse Bonnet |
| 1944 Concert champêtre                                                                        | Georges Marcel Jean Pichon Paris, École nationale supérieure des beaux-arts | Edmond Cabrol Paul Mantes | Pierre-Marie-Joseph Guyenot François Orlandini Robert Houdusse Laville Rivoalen Éliane Beaupuy-Manciet Bonnet |
| 1945 Les Vertus Théologales                                                                   | Pierre-Marie-Joseph Guyenot Paris, École nationale supérieure des beaux-arts | José Fabri-Canti Martine Charron | Robert Houdusse Leclerc de Rigné Edmond Cabrol Merlin François Orlandini Mme Beaufils |
| 1946 Le Sacrifice de Mithra                                                                   | José Fabri-Canti Paris, École nationale supérieure des beaux-arts | Martine Charron Robert Houdusse | Edmond Cabrol Mlle Durand Magnard Rivoalen Théron François Orlandini Mlle Piccon |
| 1947 Les Parques                                                                              | Éliane Beaupuy Paris, École nationale supérieure des beaux-arts | Robert Houdusse Bayle | Edmond Cabrol Bastien Laville François Orlandini Mlle Beaufils Laurult Henry |
| 1948 Trois femmes à la fontaine                                                               | François Orlandini Paris, École nationale supérieure des beaux-arts | Claude Petitet Louis Vuillermoz | Robert Houdusse Ricardon Yves Becmeur Bastien Paul Mantes Leuffour François Marcepoil |
| 1949 Le Quatuor                                                                               | Pas de premier prix | Marcelle Deloron | Camille Hilaire Mlle Laurent André Pédoussaut Mamey Jacques Reverchon Mme Pagégi Gachet Albert Zavaro Bayle |
| 1950 Dans la nature des jeunes filles expriment le retour du Printemps                        | Françoise Boudet Paris, École nationale supérieure des beaux-arts Robert Savary Paris, École nationale supérieure des beaux-arts                                                                        | Paul Collomb premier second grand prix Camille Hilaire deuxième second grand prix                                                                               | Altes Cheval Geoffroy Dauvergne Gassies Gisèle Georges-Mianes Legrand Perrin Claude Petitet |
| 1951 Le Cheval, compagnon de l'homme                                                          | Daniel Sénélar Paris, École nationale supérieure des beaux-arts | Jacques Petit premier second grand prix André Pédoussaut deuxième second grand prix                                                                             | Altes Joseph Archepel Paul Collomb Geoffroy Dauvergne Paul Guiramand Michel Lolichon Jacques Reverchon |
| 1952 Olympia 1952                                                                             | Paul Guiramand Paris, École nationale supérieure des beaux-arts | | André Pédoussaut Cherrier Michel Lolichon Robert Roynette Garand Deney Warnez Bévillard Jeannin |
| 1953 Panneau mural évoquant l'Art dramatique, la Musique, et la Danse                         | André Brasilier Paris, École nationale supérieure des beaux-arts | Pierre Aillet Robert Roynette | Boyer Brandey Durbille Jean Le Merdy Béchon Garache Leguien |
| 1954 Décoration pour une salle des mariages                                                   | Armand Sinko Paris, École nationale supérieure des beaux-arts | Raymond Humbert Robert Roynette Eliane Rosso | Gilbert Diebold Pierre Faure Arlette Budy José Parson Henri Van Moé Anne-Marie Huet |
| 1955 Décoration pour une salle des mariages                                                   | Paul Ambille Paris, École nationale supérieure des beaux-arts | Louis Sinko Pierre Faure | Romain Souverbie Pierre Carron Alain Fournier Guy Hazan Raymond Humbert Michel Henry Claude Courteaux |
| 1956 Jeunes filles sortant de la mer                                                          | Henri Thomas Paris, École nationale supérieure des beaux-arts | Jean Le Merdy André Plisson | Pierre Faure Michel Henry Raymond Humbert Gilbert Diebold Anne-Marie Huet Jacques Barin Denise Buffart |
| 1957 Antichambre en rotonde pour une compagnie                                                | Arnaud d'Hauterives Paris, École nationale supérieure des beaux-arts | Alain Fournier Serge Guillou | Raymond Humbert Monique Matet Romain Souverbie Michel Henry Pierre Carron Joël Moulin Guy Hazan |
| 1958 Jeunes filles se préparant pour un bal costumé                                           | Raymond Humbert Paris, École nationale supérieure des beaux-arts | Jean-Michel Vaugeois Jean-Pierre Risos | Freddy Tiffou Pierre Faure Pierre Tritsch Roger Blaquière Joël Moulin Serge Guillou Jean-Jacques Closset |
| 1959 L'Homme dans la forêt                                                                    | Arlette Budy Paris, École nationale supérieure des beaux-arts | Monique Matet Pierre Tritsch | Serge Guillou Marie Brunet Jacques Brivot Jacques Barey Jean-Michel Vaugeois Jacqueline Mesnet Monique Journod |
| 1960 Hommage à Goya                                                                           | Pierre Carron Paris, École nationale supérieure des beaux-arts | Gilbert Diebold Jacques Haramburu | Pradalie Beaucourt Monique Journod Roch-Berny Éric Bazas Bertrand Le Moal |
| 1961 Mariage du ciel et de la terre                                                           | Joël Moulin Paris, École nationale supérieure des beaux-arts | Vincent Bioulès Roger Blaquière | Yves Baume Éric Bazas Beaucourt Faure Pierre-Jean Gauthier Pierre Graziani Claude Guillemot Monique Journod Cécile Martial Martin Gérard Thon Wierk |
| 1962 Autoportrait entouré d'objets                                                            | Freddy Tiffou Paris, École nationale supérieure des beaux-arts | Jean-Claude Chedal Monique Journod | Éric Bazas Vincent Bioulès Roger Blaquière Blin Pierre Buraglio Jolivet Sylvie Kayser Monique Matet Pineau Prosi |
| 1963 L'Homme et les quatre éléments                                                           | Roger Blaquière Paris, École nationale supérieure des beaux-arts | Thierry Vaubourgoin Sylvie Kayser | Vincent Bioulès Dominique Calsat Alain Dufour Joël Kermarrec Monique Matet Michel Parmentier Henriette Pous-Viallat Gérard Thon Jacques Tissinier Claude Vedel Claude Viallat Collection particulière                                                        |
| 1964 Le Combat avec l'ange                                                                    | Claude Guillemot Paris, École nationale supérieure des beaux-arts | Le Bozec Sylvie Kayser | Monique Matet Jean-Claude Chedal Jean-Pierre Vanderspelden Jacques Guilloz Thierry Vaubourgoin Philippe Vermès Marie-Lys Carbonel Gérard Thon Jacques Barey Jacques Clauzel Alain Dufour François Rouan                                                      |
| 1965 Le Songe                                                                                 | Jean-Marc Lange Paris, École nationale supérieure des beaux-arts | Joël Kermarrec Rizetto-Boitard | Thierry Vaubourgoin Alain Dufour Philippe Goy Pierre Blanchard Bernard Pelloux Vanderspelden Nicole Giraud Éric Bazas Sylvie Kayser Marielle Tallon Guesde-Quedville Jacques Poli                                                                            |
| 1966 Hommage à Jérôme Bosch                                                                   | Gérard Barthélémy Paris, École nationale supérieure des beaux-arts | Bernard Pelioux Michel Gemignani | Éric Bazas François Rouan Bernard Dreyfus Alain Dufour Sylvie Kayser Daniel Le Bier Jean Meurisse François Ristori Françoise Stinch Daniel Strotsky Jean-Pierre Vanderspelden Thierry Vaubourgoin                                                            |
| 1967 La Révolte des forces obscures                                                           | Thierry Vaubourgoin Paris, École nationale supérieure des beaux-arts | Patrick Poirier Guy-Rachel Grataloup | Chantal Berry-Mauduit Jean-Yves Brelivet Bernard Dreyfus Michel Gemignani André Maigret Jean-Paul Morni Bernard Pelloux Claude Pougny Madeleine Ravary Patrick Rapette Henri Richelet Françoise Sauvaget                                                     |
| 1968 Le Jardin des délices                                                                    | Joël Froment Paris, École nationale supérieure des beaux-arts | Bernard Dreyfus Alex Berdal | Louis-Paul Cane Bernard Crespin Jacques Damville Michel Gemignani Anne-Marie Hadju-Lugiez Jean-Paul Morin Bertrand Morin Roger Picard Régine Pospieszynski Alain Roche Alain Serrez Philippe Vermes                                                          |